# Riding Shotgun (banda desenhada)
Riding Shotgun é uma história em quadrinhos escrita por Nate Bowden e Tracy Yardley e publicada pela Tokyopop em 2006. Um motion comic foi criado a partir do volume 1 para o YouTube, com música de Far East Movement e Interceptor. Um curta-metragem de seis minutos e treze segundos foi lançado pela Mondo Media no YouTube em 2 de agosto de 2013.

## História
Doyle Harrington e Abby Witt são uma equipe de assassinos em um mundo onde o assassinato foi legalizado na América.

## Recepção
- ComicCritique.com deu cinco estrelas.[4]